# Tribolium madens
Espèce
Tribolium madens, le tribolium noir de la farine, tribolium noir d'Europe ou charançon noir de la farine de riz, est une espèce d'insectes coléoptères de la famille des Tenebrionidae, originaire d'Europe.
Ce charançon de la farine est également présent en Amérique du Nord où il a été observé au Canada depuis le début des années 1980.

## Synonymes
Selon PESI : 
- Tenebrio madens Charpentier, 1825
- Uloma madens Krynicki, 1832
- Margus obscurus Redtenbacher, 1842.